# Ясень узколистный
Ясень узколистный (лат. Fraxinus angustifolia) — вид листопадных древесных растений из рода Ясень. Впервые описан учеником Карла Линнея, Мартином Валем в 1804 году. Широко распространён на севере Западной Африки (средиземноморском побережье Марокко, Алжира и Туниса), во Франции, в Южной Европе и на юге Центральной Европы, на Балканском полуострове, в Малой Азии, в Крыму и на Кавказе, в северной части Передней Азии. Является инвазионным видом в Австралии и ЮАР.
Дерево средних размеров. Высота до 20 м, диаметр кроны до 10 м. Кора гладкая и серо-коричневая на молодых деревьях. Почки бледно-коричневые, что позволяет отличить растение от близкого ясеня обыкновенного, у которого почки черноватые. Листья непарноперистые, состоят из 3—13 ланцетных пильчатых листочков.
Цветёт жёлто-зелеными цветками в апреле — мае. Плоды — крылатки.
Используется для озеленения.

## Подвиды
- Fraxinus angustifolia subsp. angustifolia
- Fraxinus angustifolia subsp. oxycarpa (M.Bieb. ex Willd.) Franco & Rocha Afonso (базионим — Ясень крымский или остроплодный Fraxinus oxycarpa Willd.[1]). Распространён в Восточной Европе и на Кавказе[2], а также в Передней Азии.
- Fraxinus angustifolia subsp. syriaca
- Fraxinus angustifolia subsp. danubialis